# Świnice Warckie
Świnice Warckie è un comune rurale polacco del distretto di Łęczyca, nel voivodato di Łódź. Ricopre una superficie di 93,95 km² e nel 2004 contava 4 096 abitanti.